# Вергл
Вергл град је у Аустрији, смештен у западном делу државе. Значајан је град у покрајини Тирол, у оквиру округа Куфштајн.

## Природне одлике
Вергл се налази у западном делу Аустрије, 440 км западно од Беча. Главни град покрајине Тирол, Инзбрук, налази се 60 km југозападно од града.
Град Вергл се сместио у долини реке Ин, „жиле куцавице“ Тирола. Данашње насеље се образовало око ушћа мање реке Бриксенталског Ахеа у већи Ин. Изнад града се стрмо издижу Алпи. Надморска висина града је око 510 m.

## Становништво
| 1971. | 1981. | 1991.  | 2001.  | 2011.  | 2021.  |
| ----- | ----- | ------ | ------ | ------ | ------ |
| 7.937 | 8.598 | 10.041 | 10.885 | 12.645 | 14.179 |

Данас је Вергл град са око 12.000 становника. Последњих деценија број градског становништва се повећава.

## Галерија
- Поглед на град
- Главна градска улица
- Главна римокатоличка црква
- Железничка станица у Верглу